# Independiente 2
Independiente 2 es la continuación del tercer álbum de estudio del grupo de funk chileno Los Tetas. Independiente 2 fue editado debido al éxito de Independiente 1 el cual solo contaba con 1000 copias. Este disco además de contener todos los tracks de Independiente 1 contiene un remix de uno de esos temas además de 2 inéditos grabados en 1995 y 1998, en la época de Mama funk y La medicina.

## Lista de canciones
| Independiente 2 |                                      |          |  |
| N.º             | Título                               | Duración |  |
| 1.              | «Intro»                              | 2:24     |  |
| 2.              | «Ntren»                              | 3:48     |  |
| 3.              | «Sin Salida»                         | 2:42     |  |
| 4.              | «Ven a Bailar»                       | 3:32     |  |
| 5.              | «Solo se Trata de la Música»         | 3:14     |  |
| 6.              | «Años»                               | 2:23     |  |
| 7.              | «Solo se Trata de la Música (Remix)» | 3:14     |  |
| 8.              | «Sex Funk»                           | 4:32     |  |
| 9.              | «Animal (La Paja)»                   | 5:16     |  |
| 10.             | «En La Radio»                        | 3:58     |  |

- Datos: Q24938594